# Чандра, Ромеш
Ромеш Чандра (хинди रोमेश चंद्रा, 30 марта 1919, Лайяллпу́р, Британская Индия — 5 июля 2016, Мумбаи, Индия) — индийский общественный и политический деятель, генеральный секретарь (1966—1977) и председатель (1977—1990) Всемирного совета мира, лауреат Международной Ленинской премии «За укрепление мира между народами» (1968).

## Биография
Окончил университет в Лахоре и Кембриджский университет.
Член Коммунистической партии Индии (КПИ) с 1939 г.
В 1934—1941 гг. — председатель Союза студентов в Лахоре. С 1958 г. — член Национального совета КПИ и член его Центрального исполкома; в 1963—1967 гг. — член Центрального секретариата Национального совета КПИ.
В 1963—1966 гг. — редактор партийного издания «Нью эйдж». В 1952—1963 гг. — генеральный секретарь Всеиндийского совета мира.
С 1953 г. был членом Всемирного Совета Мира, в 1966 г. стал генеральным секретарём и членом Президиума Всемирного Совета Мира, а с 1977 по 1990 г. был его президентом. На этом посту неоднократно выступал на сессиях Организации Объединенных наций. В 1971 г. раскритиковал Организацию Североатлантического договора как «большую угрозу миру во всем мире».

## Награды и звания
- Орден Ленина (1979, СССР).
- Орден Дружбы народов (1975, СССР).
- Орден «Хосе Марти» (1982, Куба)[1].
- Орден Компаньонов О. Р. Тамбо в серебре (2004, ЮАР).
- Лауреат Международной Ленинской премии «За укрепление мира между народами» (1968).
- Золотая медаль мира им. Ф. Жолио-Кюри (1964).